# Шувалки
Шувалки — деревня в Кунгурском районе Пермского края в составе Зарубинского сельского поселения.

## География
Деревня находится в северной части Кунгурского района менее чем в 15 километрах от села Зарубино на север.

## Климат
Климат умеренно континентальный с продолжительной снежной зимой и коротким, умеренно тёплым летом. Средняя температура июля составляет +17,8 °C, января −15,6 °C. Среднегодовая температура воздуха составляет +1,3 °С. Средняя продолжительность периода с отрицательными температурами составляет 168 дней и продолжительность безморозного периода 113 дней. Среднее годовое количество осадков составляет 539 мм.

## История
Деревня известна с 1887 года.

## Население
Постоянное население составляло 28 человек в 2002 году (89 % русские), 10 человек в 2010 году.